# Werner Wünschmann

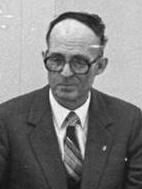
Werner Wünschmann, 1989

Werner Wünschmann (* 31. Oktober 1930 in Leipzig) ist ein ehemaliger Parteifunktionär der CDU in der DDR. Er war langjähriger Sekretär des Hauptvorstandes der CDU und vertrat seine Partei über mehrere Wahlperioden als Abgeordneter in der Volkskammer.

## Leben
Wünschmann wurde als Sohn eines Angestellten im sächsischen Leipzig geboren. Nach dem Besuch der Oberschule und dem Ablegen des Abiturs begann er als sogenannter Neulehrer ab 1949 zunächst in Leisnig, später in Großweitzschen zu unterrichten. Zuvor war Wünschmann bereits 1948 Mitglied der CDU in der sowjetischen Besatzungszone geworden. Parallel zu seiner Lehrertätigkeit legte Wünschmann 1951 die erste und 1952 die zweite Lehrerprüfung ab. In Großweitzschen engagierte er sich ab 1949 auch politisch, zunächst als Mitglied des Gemeinderates, für einige Jahre auch als stellvertretender Bürgermeister. 1957 legte Wünschmann sein Staatsexamen als Fachlehrer für Deutsch ab. Zwei Jahre später wechselte er für ein Jahr als Dozent an die zentrale Parteischule der CDU in Burgscheidungen. Im Anschluss daran wechselte Wünschmann 1960 nach Berlin zum Hauptvorstand der CDU, für den er zunächst als Instrukteur und von 1961 bis 1965 als Abteilungsleiter für Schulung beim Sekretariat des Hauptvorstandes tätig war. Parallel dazu absolvierte er von 1960 bis 1965 ein Fernstudium für Geschichte an der Humboldt-Universität Berlin, welches er als Diplom-Historiker abschloss. Im März 1965 wurde Wünschmann zum hauptamtlichen Sekretär des Hauptvorstandes berufen, er nahm damit eine wichtige Stellung im Parteiapparat der CDU ein, die er bis 1989 innehatte. Folgerichtig wurde er zu den Volkskammerwahlen 1967 erstmals als Abgeordneter nominiert und gewählt. Bis 1990 vertrat er anschließend seine Partei als Abgeordneter im DDR-Parlament. 1972 erfolgte auf dem 13. Parteitag in Erfurt seine Wahl in das Präsidium des Hauptvorstandes, dem er ebenfalls bis 1989 angehörte. In der Volkskammer gehörte Wünschmann dem Ausschuss für Kultur an, zunächst als Schriftführer, von 1971 bis 1989 als stellvertretender Ausschussvorsitzender. 1985 wurde er an der Pädagogischen Hochschule in Potsdam mit der Dissertation Zu Stellung und Beitrag der CDU im Bündnis in der politischen Organisation der sozialistischen Gesellschaft in der DDR zum Dr. phil. promoviert. Während der politischen Wende im Herbst 1989 verlor Wünschmann seine Posten im Parteiapparat. Auf der Sitzung des Hauptvorstandes am 10. November 1989 wurde ihm als Vertreter des alten Parteiapparates mit großer Staatsnähe von den Teilnehmern nicht mehr das Vertrauen ausgesprochen. Dennoch agierte Wünschmann für seine Partei weiter in seiner Rolle als Volkskammerabgeordneter. 1990 war er noch einige Zeit im Ministerium für Bauwesen als Mitarbeiter für Presse- und Öffentlichkeitsarbeit tätig.

## Ehrungen
- 1966 Vaterländischer Verdienstorden in Bronze[3]
- 1974 Vaterländischer Verdienstorden in Silber[4]